# Gabrielle y Jean
Gabrielle y Jean es una pintura del pintor francés Pierre-Auguste Renoir realizada en 1895. Se encuentra en el Museo de la Orangerie en París.
En la década de los noventa del siglo XIX y los primeros años del XX, Renoir pintó varios cuadros de sus hijos, a menudo en compañía de Gabrielle, la niñera y una de las modelos preferidas del pintor, prima de su esposa Aline.
En particular, este retrato es de su hijo Jean, quien se convertirá en director de cine en los años treinta.